# Shannon Willoughby
Pas d'image ? Cliquez ici

a Compétitions nationales et continentales officielles uniquement.

b Matchs officiels uniquement.
Dernière mise à jour le 26 avril 2025.
Shannon Willoughby, née le 15 janvier 1982 à Auckland, est une joueuse néo-zélandaise de rugby à XV. Elle occupe le poste de troisième ligne, et représente l'équipe de Nouvelle-Zélande entre 2005 et 2008.

## Biographie
Shannon Willoughby fait ses débuts internationaux avec l'équipe de Nouvelle-Zélande de rugby à XV en 2005. Elle remporte la Coupe du monde 2006 avec son pays.

## Palmarès
- 9 sélections en équipe de Nouvelle-Zélande.
- Championne du monde en 2006.